# 나카이 지쿠잔
나카이 지쿠잔(일본어: 中井竹山, 1730년 6월 29일 ~ 1804년 3월 16일)은 에도 시대 중기의 유학자이다. 오사카의 학문소(学問所) 가이토쿠도(懐徳堂)의 4대째 학생으로 전성기를 누렸다. 나카이 슈안의 장남이며, 나카이 리켄은 친동생이다.
지쿠잔은 호이며, 이름을 젠타(善太), 성년 후에 세키젠(積善)으로 개명했다. 자는 시케이(子慶)이고, 지쿠잔 외에도 세쓰오(雪翁), 설옹(渫翁), 동관자(同関子) 등을 호로 사용했다.